# 公共電視文化事業基金会
公共電視文化事業基金会（こうきょうでんしぶんかじぎょうききんかい）は、台湾の公共放送を運営する財団法人である。公共電視法（公共テレビ法）に基づく公設財団法人であり、中華民国文化部の所管にある。本部は台北市内湖区東湖に置いている。
公共電視文化事業基金会は台湾公共放送グループの運営主体であり、公共電視台の経営を主導するほか、中華電視公司の最大株主でもある。

## 組織
旧公共電視法によると、公共電視文化事業基金会の役員数は17人から21人までになっており。役員の選任は性別とエスニックを配慮し、教育、芸能文化、学術、マスコミなど各分野のバランスにも配慮する。役員のうち、単一政党の党員は25%を超えてはならない。取締役は任期中にあらゆる政党活動を参加してはならない。
2023年6月21日、公共電視法が修正された。取締役の人数は11-15人に減員された。